# 憲兵訓練センター
憲兵訓練センター（けんぺいくんれんセンター、中国語：憲兵訓練中心、英語：Military Police Training Center）は、台湾新北市に位置する、中華民国憲兵を養成するための中華民国国軍の教育機関。

## キャンパス
- 五股本部キャンパス
- 林口キャンパス

## 歴史
| 年     | 月日    | 事項                                                   |
| ------ | ------- | ------------------------------------------------------ |
| 1936年 | -       | 南京に於いて「憲兵訓練所」として開校                   |
| 1937年 | -       | 日中戦争の影響で湖南常徳、芷江及び重慶に疎開           |
| 1949年 | -       | 国共内戦の影響で遷台                                   |
| 1970年 | 5月     | 現所在地へ移転                                         |
| 2004年 | 11月2日 | 「林口憲兵訓練センター」を統合し、林口キャンパスと改編 |

## スポーツ・サークル・伝統
憲兵とは平時においては軍隊内部の秩序・規律を維持し、その規律正しさから特殊な任務を担うことも多く、中華民国（台湾）では国賓に対する栄誉礼を行う特別儀仗隊や中華民国総統府区域の警備に当たっているのも憲兵である。
獬豸（かいち）の豸の字は「法治」を意味することから、古くから漢人は「法治」の精神をカイチを使って表現し、正義や公正を象徴する祥獣（瑞獣の一種）となった。現在、台湾国防部憲兵の象徴祥獣、中華民国(台湾)国軍の軍事警察、司法警察をも職掌し、全国の憲兵の頂点に「憲兵司令」が置かれている。